# 舍熊車站
舍熊站（日语：／ Shaguma eki */?）是位於北海道增毛郡增毛町舎熊，隸屬於北海道旅客鐵道（JR北海道）留萌本線，已廢除的鐵路車站。電報略號為クマ。
車站名稱源於阿伊努語「sat-kuma」或「i-sat-ke-kuma」，代表曬魚的竿子。

## 歷史
- 1921年（大正10年）11月5日 - 隨著鐵道省留萌線留萌車站至增毛車站路段全線貫通而開始營運。
- 1930年（昭和6年）10月10日 - 留萌線改稱為留萌本線。
- 1949年（昭和24年）6月1日 - 由日本國有鐵道接管。
- 1960年（昭和35年）9月15日 - 廢除貨物裝卸業務。
- 1963年（昭和38年）5月1日 - 車站業務委託化。
- 1984年（昭和59年）2月1日 - 廢除行李裝卸業務。車站無人化。
- 1980年後半 - 候車室改建，轉為使用貨物列車改建的候車室。
- 1987年（昭和62年）4月1日 - 由於國鐵分割民營化，車站由JR北海道管理。
- 2016年（平成28年）12月5日 - 由於留萌車站至增毛站路段被廢除，本站正式廢站[1][2]。

## 車站構造
廢站時為1面1線的地面車站。側式月台位於路軌的西北方（增毛方向的右方）。過去曾經是2面2線能進行列車交會的車站，更有多條負責處理貨物的側線。但這些設備都在取消貨物裝卸業務的同時拆除。月台側的路軌仍有轉轍器的痕跡。
廢站時為無人車站，候車室位於車站的西面，連接月台的中央。新的候車室由列車改建而成，外觀與宗谷本線同樣由列車改建成的候車室相同。
2016年曾發生站名標誌牌被盜取的事件。

## 載客量
- 1992年的每天載客量為14人，每天上下車乘客量為28人。
- 2011年至2015年度平均每天載客量少於1人[4]。

## 車站周邊

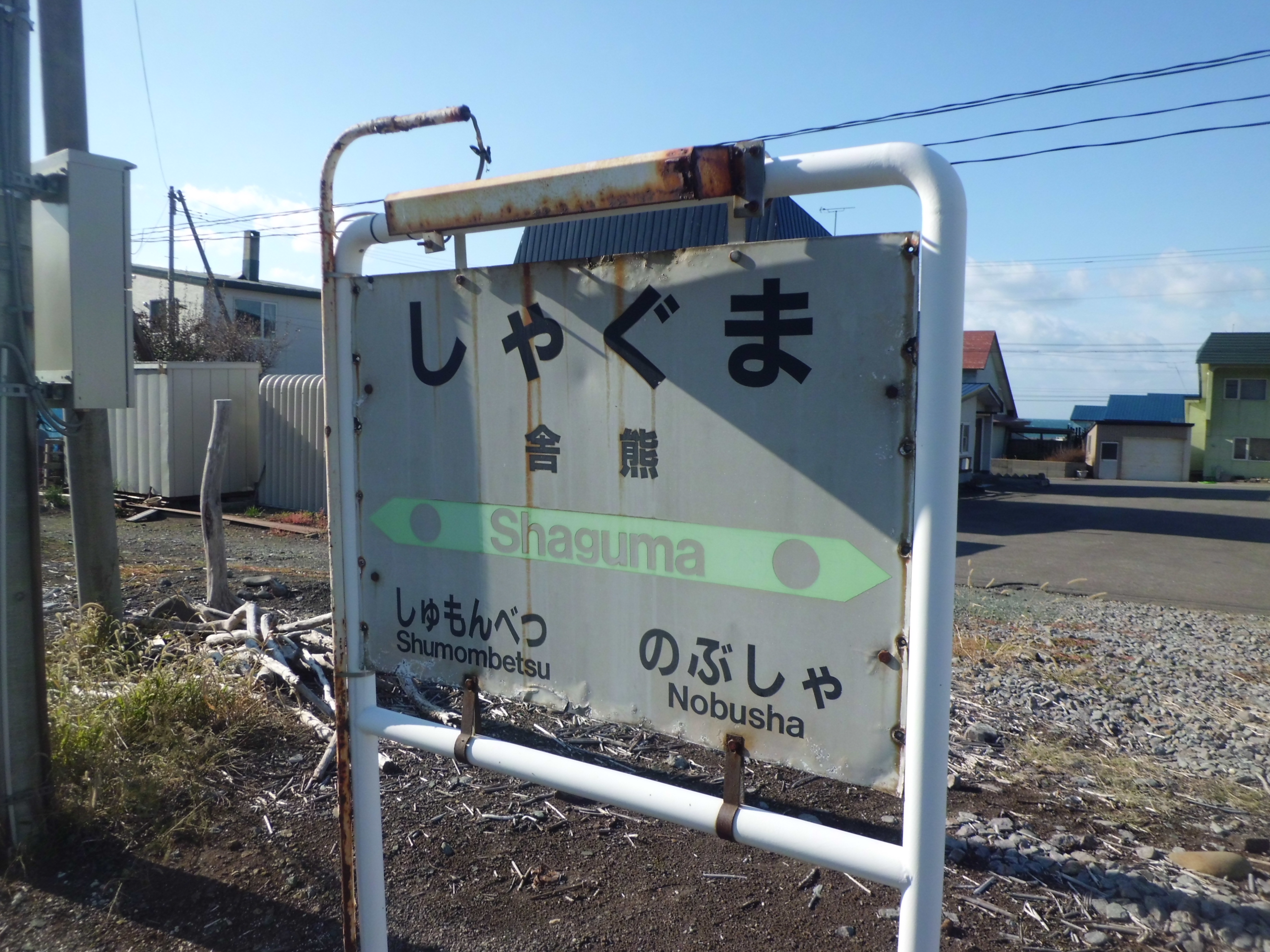
站名標誌牌

- 國道231號（日语：国道231号）（U-LO-LON線）
- 留萌警察局舍熊駐在所
- 舍熊郵局
- 沿岸巴士「舍熊車站前」車站

## 相鄰車站
北海道旅客鐵道
留萌本線
信砂－舍熊－朱文別

## 外部連結
- 舍熊站（JR北海道旭川分社）
- 互聯網檔案館存檔